# Gerda Müller-Kesting
Gerda Müller-Kesting (* 8. November 1902 in Loschwitz als Gerda Hedwig Müller; † 1996 in Dresden) war eine deutsche Grafikerin, Malerin und Fotografin.

## Leben und Werk
Zu Gerda Müller-Kesting liegen nur wenige Informationen vor. Sie kam in Loschwitz als Tochter eines Kaufmanns zur Welt. Sie war in Dresden Schülerin von Edmund Kesting an dessen privater Kunstschule Der Weg – Schule für Gestaltung. Dort hatte sie 1922 auch einen Lehrauftrag. 1922 heiratete sie Kesting. Sie führte seine Korrespondenz, kümmerte sich um die Öffentlichkeitsarbeit und trug zu Kestings wachsender Popularität bei.
Kesting hat sie mehrfach fotografiert. Einige dieser Fotografien gab es auch im aktuellen Kunsthandel.
Gerda Müller-Kesting schuf offenbar vor allem Pastelle und betätigte sich als Fotografin. Von 1945 bis zur Auflösung 1948 gehörte sie der Künstlergruppe Der Ruf an. Sie lebte später mit ihrem Mann zeitweise auch in Berlin und in Potsdam und wurde Mitglied des Verbands Bildender Künstler der DDR.
Gerda Müller-Kesting wurde in Birkenwerder beigesetzt.

## Werke (Auswahl)
- Das Antlitz der toten Stadt (Pastell; 1946 ausgestellt auf der Kunstausstellung Sächsische Künstler)
- Landschaft im November (Pastell; 1946 ausgestellt auf der „Kunstausstellung Sächsische Künstler“)[6]
- Häuser im Hochwasser (Pastell; 1948 ausgestellt auf der Ausstellung der Gruppe Der Ruf)
- Ruinen (Pastell, 1948 ausgestellt auf der Ausstellung der Gruppe Der Ruf)
- Baum in Landschaft (Pastell; 1948 ausgestellt auf der Ausstellung der Gruppe Der Ruf)

## Ausstellungen (mutmaßlich unvollständig)
- 1945: Dresden, Grünes Haus („Der Ruf. Befreite Kunst“)
- 1946: Dresden, Kunstakademie („Kunstausstellung Sächsische Künstler“)
- 1946: Dresden, Allgemeine Deutsche Kunstausstellung
- 1948: Dresden, Staatliche Kunstsammlungen („Dresdner Maler! Auswärtige Gäste!“; 3. Ausstellung der Gruppe Der Ruf)
- 1949: Potsdam, Bezirkskunstausstellung